# پارا وزنه‌برداری
پارا وزنه‌برداری یا وزنه‌برداری قدرتی پارالمپیک (به انگلیسی: Paralympic powerlifting) نوعی رشته ورزشی از شاخهٔ وزنه‌برداری است که مختص معلولان می‌باشد. در این رشته ورزشی فقط حرکت پرس سینه انجام می‌شود. رشته پارا وزنه‌برداری فعالیت خود را در سال ۱۹۶۴ میلادی تحت پوشش IPC آغاز کرد و از سال ۱۹۸۴ وارد بازی‌های پارالمپیک تابستانی شد.

## مسابقات

### جهانی
- مسابقات جهانی پارا وزنه برداری ۲۰۱۰
- مسابقات جهانی پارا وزنه برداری ۲۰۱۴
- مسابقات جهانی پارا وزنه برداری ۲۰۱۷
- مسابقات جهانی پارا وزنه برداری ۲۰۱۹
- مسابقات جهانی پارا وزنه برداری ۲۰۲۱
- مسابقات جهانی پارا وزنه برداری ۲۰۲۳

## پارا وزنه برداری در ایران
آغاز فعالیت این رشته در ایران به سال ۱۳۵۹ بر می‌گردد و اولین دور مسابقات قهرمانی کشوری آقایان این رشته در همین سال برگزار گردید و در سال ۱۳۶۷ اولین برنامه برون مرزی با اعزام تیم ملی کشورمان به مسابقات پارالمپیک سئول ۱۹۸۸ در کره جنوبی صورت گرفت. این رشته از رشته‌های افتخار آفرین و پرمدال محسوب می‌شود. در بازی های پارالمپیک ۱۹۹۶ آتلانتا سه مدال – یک نقره و دو برنز- به دست آمد.

### ورزشکاران
- سیامند رحمان
- منصور پورمیرزایی
- علی صادق‌زاده
- سامان رضی
- سیدحامد صلحی‌پور
- مجید فرزین
- سید علی حسینی
- نادر مرادی
- روح اله رستمی
- امیر جعفری
- حمزه محمدی

## رکوردهای بزرگسالان جهان

### بعد از ۲۰۱۳
| وزن          | نام                | کشور   | نتیجه       | مکان          | تاریخ      |
| ------------ | ------------------ | ------ | ----------- | ------------- | ---------- |
| -۴۹ کیلوگرم  | Lê Văn Công        | ویتنام | ۱۸۳ کیلوگرم | ریو دو ژانیرو | ۲۰۱۶-۰۹-۰۸ |
| -۵۴ کیلوگرم  | شریف عثمان         | مصر    | ۲۰۵ کیلوگرم | دبی           | ۲۰۱۴-۰۴-۰۶ |
| -۵۹ کیلوگرم  | شریف عثمان         | مصر    | ۲۱۱ کیلوگرم | ریو دو ژانیرو | ۲۰۱۶-۰۹-۰۹ |
| -۶۵ کیلوگرم  | Paul Kehinde       | نیجریه | ۲۲۰ کیلوگرم | ریو دو ژانیرو | ۲۰۱۶-۰۹-۱۰ |
| -۷۲ کیلوگرم  | Rasool Mohsin      | عراق   | ۲۲۷ کیلوگرم | ریو دو ژانیرو | ۲۰۱۶-۰۹-۱۱ |
| -۸۰ کیلوگرم  | روح الله رسمتی     | ایران  | ۲۴۲ کیلوگرم | پاریس         | ۲۰۲۴-۰۹-۰۶ |
| -۸۸ کیلوگرم  | Jixiong Ye         | چین    | ۲۳۰ کیلوگرم | آلماتی        | ۲۰۱۵-۰۷-۲۸ |
| -۹۷ کیلوگرم  | Mohamed Eldib      | مصر    | ۲۴۳ کیلوگرم | دبی           | ۲۰۱۶-۰۲-۱۸ |
| -۱۰۷ کیلوگرم | علی اکبر غریب شاهی | ایران  | ۲۵۲ کیلوگرم | پاریس         | ۲۰۲۴-۰۹-۰۸ |
| +۱۰۷ کیلوگرم | سیامند رحمان       | ایران  | ۳۱۰ کیلوگرم | ریو دو ژانیرو | ۲۰۱۶-۰۹-۱۴ |

### قبل از ۲۰۱۳
| وزن          | نام                 | کشور      | نتیجه          | مکان    | تاریخ      |
| ------------ | ------------------- | --------- | -------------- | ------- | ---------- |
| ۴۸ کیلوگرم   | رئول ایشاکو         | نیجریه    | ۱۶۹٫۰۰ کیلوگرم | پکن     | ۲۰۰۸-۰۹-۰۹ |
| ۵۲ کیلوگرم   | جانگ کئوم جونگ      | کره جنوبی | ۱۹۰٫۰۰ کیلوگرم | سیدنی   | ۲۰۰۰-۱۰-۲۴ |
| ۵۶ کیلوگرم   | شریف عثمان          | مصر       | ۲۰۲٫۵۰ کیلوگرم | پکن     | ۲۰۰۸-۰۹-۱۱ |
| ۶۰ کیلوگرم   | حمزه محمدی          | ایران     | ۲۰۳٫۰۰ کیلوگرم | بوسان   | ۲۰۰۶-۰۵-۰۵ |
| ۶۷٫۵ کیلوگرم | مطوالی ابراهیم مثنی | مصر       | ۲۲۲٫۵۰ کیلوگرم | بوسان   | ۲۰۰۶-۰۵-۰۵ |
| ۷۵ کیلوگرم   | ژانگ هایدونگ        | چین       | ۲۴۰٫۰۰ کیلوگرم | سیدنی   | ۲۰۰۰-۱۰-۲۶ |
| ۸۲٫۵ کیلوگرم | ژانگ هایدونگ        | چین       | ۲۴۸٫۵۰ کیلوگرم | کون‌مینگ | ۲۰۰۷-۰۵-۱۸ |
| ۹۰ کیلوگرم   | پارک جونگ چول       | کره جنوبی | ۲۵۰٫۰۰ کیلوگرم | بوسان   | ۲۰۰۲-۱۰-۳۰ |
| ۱۰۰ کیلوگرم  | کی دونگ             | چین       | ۲۴۷٫۵۰ کیلوگرم | پکن     | ۲۰۰۸-۰۹-۱۶ |
| ۱۰۰+ کیلوگرم | سیامند رحمان        | ایران     | ۲۹۱٫۰۰ کیلوگرم | شارجه   | ۲۰۱۱-۱۲-۰۴ |

### بعد از ۲۰۱۳
| وزن         | نام              | کشور   | نتیجه         | مکان          | تاریخ      |
| ----------- | ---------------- | ------ | ------------- | ------------- | ---------- |
| -۴۱ کیلوگرم | Nazmiye Muratlı  | ترکیه  | ۱۰۴ کیلوگرم   | ریو دو ژانیرو | ۲۰۱۶-۰۹-۰۸ |
| -۴۵ کیلوگرم | Hu Dandan        | چین    | ۱۰۸ کیلوگرم   | ریو دو ژانیرو | ۲۰۱۶-۰۹-۰۹ |
| -۵۰ کیلوگرم | Esther Oyema     | نیجریه | ۱۲۶ کیلوگرم   | گلاسگو        | ۲۰۱۴-۰۸-۰۲ |
| -۵۵ کیلوگرم | Amalia Pérez     | مکزیک  | ۱۳۰ کیلوگرم   | ریو دو ژانیرو | ۲۰۱۶-۰۹-۱۰ |
| -۶۱ کیلوگرم | Lucy Ejike       | نیجریه | ۱۴۲٫۰ کیلوگرم | ریو دو ژانیرو | ۲۰۱۶-۰۹-۱۱ |
| -۶۷ کیلوگرم | Tan Yujiao       | چین    | ۱۳۸٫۵ کیلوگرم | ریو دو ژانیرو | ۲۰۱۶-۰۹-۱۱ |
| -۷۳ کیلوگرم | Souhad Ghazouani | فرانسه | ۱۵۰ کیلوگرم   | آلکسین        | ۲۰۱۳-۰۵-۲۵ |
| -۷۹ کیلوگرم | Bose Omolayo     | نیجریه | ۱۳۸ کیلوگرم   | ریو دو ژانیرو | ۲۰۱۵-۰۹-۱۲ |
| -۸۶ کیلوگرم | Loveline Obiji   | نیجریه | ۱۴۴ کیلوگرم   | گلاسگو        | ۲۰۱۴-۰۸-۰۲ |
| +۸۶ کیلوگرم | Josephine Orji   | نیجریه | ۱۵۴ کیلوگرم   | ریو دو ژانیرو | ۲۰۱۶-۰۹-۱۴ |

### قبل از ۲۰۱۳
| وزن           | نام                | کشور    | نتیجه          | مکان          | تاریخ      |
| ------------- | ------------------ | ------- | -------------- | ------------- | ---------- |
| ۴۰ کیلوگرم    | لیدیا سولویووا     | اوکراین | ۱۰۵٫۵۰ کیلوگرم | پکن           | ۲۰۰۸-۰۹-۰۹ |
| ۴۴ کیلوگرم    | لوسی اگچوکوو اجیکه | نیجریه  | ۱۲۷٫۵۰ کیلوگرم | آتن           | ۲۰۰۴-۰۹-۲۰ |
| ۴۸ کیلوگرم    | لوسی اگچوکوو اجیکه | نیجریه  | ۱۳۰٫۰۰ کیلوگرم | پکن           | ۲۰۰۸-۰۹-۱۰ |
| ۵۲ کیلوگرم    | آمالیا پرز واسکوئز | مکزیک   | ۱۳۰٫۵۰ کیلوگرم | ریو دو ژانیرو | ۲۰۰۷-۰۸-۱۴ |
| ۵۶ کیلوگرم    | فطما عمر           | مصر     | ۱۴۱٫۵۰ کیلوگرم | پکن           | ۲۰۰۸-۰۹-۱۰ |
| ۶۰ کیلوگرم    | بیان جیانجین       | چین     | ۱۳۵٫۰۰ کیلوگرم | پکن           | ۲۰۰۸-۰۹-۱۳ |
| ۶۷٫۵ کیلوگرم  | فو تائویینگ        | چین     | ۱۴۵٫۵۰ کیلوگرم | پکن           | ۲۰۰۸-۰۹-۱۳ |
| ۷۵ کیلوگرم    | ژانگ لیپینگ        | چین     | ۱۴۵٫۰۰ کیلوگرم | بوسان         | ۲۰۰۶-۰۵-۱۰ |
| ۸۲٫۵ کیلوگرم  | هبا سعید احمد      | مصر     | ۱۵۵٫۰۰ کیلوگرم | پکن           | ۲۰۰۸-۰۹-۱۴ |
| ۸۲٫۵+ کیلوگرم | گرس ابنه آنوزیه    | نیجریه  | ۱۶۷٫۵۰ کیلوگرم | کوالالامپور   | ۲۰۰۷-۱۲-۰۵ |
| ۱۰۰ کیلوگرم   | امراله دهقانی      | ایران   | ۲۰۰ کیلوگرم    | سیدنی         | ۲۰۰۰-۱۰-۲۴ |

## رکوردهای جوانان جهان

### مردان
| وزن          | نام                    | کشور                | نتیجه       | مکان        | تاریخ      |
| ------------ | ---------------------- | ------------------- | ----------- | ----------- | ---------- |
| -۴۹ کیلوگرم  | محسن بختیار            | ایران               | ۱۳۱ کیلوگرم | دبی         | ۲۰۱۴-۰۴-۰۵ |
| -۵۴ کیلوگرم  | Paschalis Kouloumoglou | یونان               | ۱۴۸ کیلوگرم | دبی         | ۲۰۱۴-۰۴-۰۵ |
| -۵۹ کیلوگرم  | Anthony Ulonnam        | نیجریه              | ۱۸۵ کیلوگرم | کوالالامپور | ۲۰۱۳-۱۱-۰۴ |
| -۶۵ کیلوگرم  | امیر سجاد یوسفی زاده   | ایران               | ۱۲۷ کیلوگرم | دبی         | ۲۰۱۴-۰۴-۰۷ |
| -۷۲ کیلوگرم  | Farhod Umirzakov       | ازبکستان            | ۱۳۷ کیلوگرم | آلماتی      | ۲۰۱۵-۰۷-۲۷ |
| -۸۰ کیلوگرم  | Julien Avom mbume      | فرانسه              | ۱۶۰ کیلوگرم | دبی         | ۲۰۱۴-۰۴-۰۸ |
| -۸۸ کیلوگرم  | Locus ezequiel Gareca  | آرژانتین            | ۱۴۶ کیلوگرم | مکزیکو سیتی | ۲۰۱۵-۰۴-۲۸ |
| -۹۷ کیلوگرم  | Zhyrgalbek Orosbaev    | قرقیزستان           | ۱۷۰کیلوگرم  | کوالالامپور | ۲۰۱۳-۱۱-۰۶ |
| -۱۰۷ کیلوگرم | مهدی صیادی             | ایران               | ۱۶۷ کیلوگرم | دبی         | ۲۰۱۴-۰۴-۱۱ |
| +۱۰۷کیلوگرم  | Ja que Bilingsley      | ایالات متحده آمریکا | ۱۸۴ کیلوگرم | آیلزبری     | ۲۰۱۴-۰۶-۰۸ |

### زنان
| وزن         | نام                             | کشور    | نتیجه       | مکان        | تاریخ      |
| ----------- | ------------------------------- | ------- | ----------- | ----------- | ---------- |
| -۴۱ کیلوگرم | Jonah Ben                       | نیجریه  | ۱۰۰ کیلوگرم | آلماتی      | ۲۰۱۵-۰۷-۲۶ |
| -۴۵ کیلوگرم | Anastasiia Kondrashina          | روسیه   | ۶۸ کیلوگرم  | آلکسین      | ۲۰۱۳-۰۵-۲۲ |
| -۵۰ کیلوگرم | Anastasiia Khonina              | روسیه   | ۹۷ کیلوگرم  | آلکسین      | ۲۰۱۳-۰۵-۲۳ |
| -۵۵ کیلوگرم | زهرا المالکی                    | عراق    | ۷۴ کیلوگرم  | آلماتی      | ۲۰۱۵-۰۷-۲۸ |
| -۶۱ کیلوگرم | Gharam alosmanee                | عراق    | ۷۷ کیلوگرم  | کوالالامپور | ۲۰۱۳-۱۱-۰۵ |
| -۶۷ کیلوگرم | Gharam alosmanee                | عراق    | ۸۸ کیلوگرم  | آلماتی      | ۲۰۱۵-۰۷-۲۸ |
| -۷۳ کیلوگرم | Alina Kumeyko                   | اوکراین | ۹۵ کیلوگرم  | کوالالامپور | ۲۰۱۳-۱۱-۰۵ |
| -۷۹ کیلوگرم |                                 |         |             |             |            |
| -۸۶ کیلوگرم | Aunolia gabriela Valadez rangel | مکزیک   | ۵۰ کیلوگرم  | مکزیکو سیتی | ۲۰۱۵-۰۴-۲۸ |
| +۸۶ کیلوگرم |                                 |         |             |             |            |